# Juan Núñez (baloncestista)
Juan Núñez García (Madrid; 4 de junio de 2004) es un jugador de baloncesto español, que pertenece a la plantilla del FC Barcelona de la Liga Endesa. Con 1,91 metros de altura y juega en la posición de base.

## Trayectoria

### Inicios
Ingresó en el año 2015 en las categorías inferiores del Real Madrid hasta llegar al filial. Anteriormente jugó en el Alcorcón Basket, entrenado por Javier Menéndez y ayudado por el entrenador de tiro Ángel Parejo. Destaca por mostrar unas notables cualidades técnicas con una acertada lectura del juego, lo que le convierte en un gran pasador. Fue MVP de la Euroliga Junior promediando 9,5 puntos y 5 asistencias.

### Profesional
En verano de 2020 fue convocado por primera vez para la primera plantilla del  Real Madrid para disputar la Fase final de la  Liga ACB, pero no tuvo minutos en ningún partido.
En junio de 2021, ante la baja por lesión de los bases Nicolás Laprovittola y Sergio Llull, debutó con 17 años con el primer equipo del Real Madrid en las semifinales por título de la Liga ACB.
El 15 de agosto de 2022, firmó por tres temporadas por el Ratiopharm Ulm de la Basketball Bundesliga, renunciando a las ofertas que tenía de incorporarse a varias universidades estadounidenses.
El 27 de junio de 2024 es elegido en el puesto número 36 del Draft de la NBA de 2024 por Indiana Pacers, y automáticamente traspasado a San Antonio Spurs.
El 26 de julio de 2024 fichó por el FC Barcelona de la Liga Endesa, con un contrato de tres años hasta el 30 de junio de 2027.

## Selección nacional
En 2019, fue parte del combinado español que se proclamó campeón del EuroBasket Sub-16 en Italia.
El 24 de julio de 2022, fue nombrado MVP del EuroBasket Sub-20 celebrado en Montenegro, donde la selección española ganó el oro.
Durante agosto y septiembre de 2023 fue integrante de la selección de España absoluta que participó en el Mundial de 2023 celebrado en Asia, y que finalizó en noveno lugar.

## Estadísticas

### Liga ACB
|  | Temporada en la que se proclama campeón de la Liga ACB |

Temporada regular
| Temporada | Equipo      | PJ | MPP | %T2  | %3P | %TL  | RPP | ROP | APP | ROB | TPP | PPP | VAL  |
| --------- | ----------- | -- | --- | ---- | --- | ---- | --- | --- | --- | --- | --- | --- | ---- |
| 2021-22   | Real Madrid | 15 | 5.8 | 20.0 | 0.0 | 57.1 | 0.5 | 0.0 | 0.6 | 0.1 | 0.0 | 0.7 | -0.3 |
| TOTAL     |             | 15 | 86  | 20.0 | 0.0 | 57.1 | 0.5 | 0.0 | 0.6 | 0.1 | 0.0 | 0.7 | -0.3 |

[actualizar]
Playoffs
| Año   | Equipo      | PJ | MPP  | %T2  | %3P  | %TL   | RPP | ROP | APP | ROB | TPP | PPP | VAL |
| ----- | ----------- | -- | ---- | ---- | ---- | ----- | --- | --- | --- | --- | --- | --- | --- |
| 2021  | Real Madrid | 2  | 11.0 | 0.0  | 0.0  | 100.0 | 3.0 | 1.0 | 1.5 | 0.5 | 0.0 | 1.0 | 2.0 |
| 2022  | Real Madrid | 7  | 6.6  | 37.5 | 25.0 | 50.0  | 0.6 | 0.1 | 1.1 | 0.1 | 0.0 | 2.0 | 1.3 |
| TOTAL |             | 9  | 68   | 25.0 | 22.2 | 66.7  | 1.1 | 0.3 | 1.2 | 0.2 | 0.0 | 1.8 | 1.4 |

### Competiciones europeas

#### Euroliga
| Temporada | Equipo      | PJ | MPP  | %T2  | %3P  | %TL | RPP | ROP | APP | ROB | TPP | PPP | VAL |
| --------- | ----------- | -- | ---- | ---- | ---- | --- | --- | --- | --- | --- | --- | --- | --- |
| 2021-22   | Real Madrid | 10 | 4.4  | 30.8 | 66.7 | -   | 0.2 | 0.0 | 0.8 | 0.3 | 0.0 | 1.4 | 0.6 |
| TOTAL     |             | 10 | 46.1 | 30.8 | 66.7 | -   | 0.2 | 0.0 | 0.8 | 0.3 | 0.0 | 1.4 | 0.6 |

#### Eurocup
| Temporada | Equipo         | PJ | MPP   | %T2  | %3P  | %TL  | RPP | ROP | APP | ROB | TPP | PPP | VAL |
| --------- | -------------- | -- | ----- | ---- | ---- | ---- | --- | --- | --- | --- | --- | --- | --- |
| 2022-23   | Ratiopharm Ulm | 20 | 20.3  | 46.2 | 36.1 | 57.4 | 3.3 | 0.9 | 4.5 | 1.1 | 0.0 | 7.6 | 9.7 |
| TOTAL     |                | 20 | 405.4 | 46.2 | 36.1 | 57.4 | 3.3 | 0.9 | 4.5 | 1.1 | 0.0 | 7.6 | 9.7 |

### Competiciones internacionales
Mundial
| Año  | PJ | MPP  | %T2  | %3P  | %TL  | RPP | ROP | APP | ROB | TPP | PPP | VAL  |
| ---- | -- | ---- | ---- | ---- | ---- | --- | --- | --- | --- | --- | --- | ---- |
| 2023 | 5  | 19.1 | 54.5 | 37.5 | 57.1 | 3.4 | 0.2 | 5.2 | 0.8 | 0.0 | 5.0 | 10.2 |

Ventanas
| Año  | PJ | MPP  | %T2  | %3P   | %TL | RPP | ROP | APP | ROB | TPP | PPP | VAL  |
| ---- | -- | ---- | ---- | ----- | --- | --- | --- | --- | --- | --- | --- | ---- |
| 2022 | 3  | 14.3 | 0.0  | 0.0   | -   | 2.0 | 0.0 | 2.7 | 0.3 | 0.0 | 0.0 | -1.0 |
| 2023 | 2  | 22.1 | 45.0 | 100.0 | -   | 6.5 | 1.0 | 2.5 | 1.5 | 0.0 | 8.0 | 11.5 |

Partidos amistosos
| Año  | PJ | MPP  | %T2  | %3P  | %TL   | RPP | ROP | APP | ROB | TPP | PPP | VAL |
| ---- | -- | ---- | ---- | ---- | ----- | --- | --- | --- | --- | --- | --- | --- |
| 2022 | 2  | 8.4  | 0.0  | 0.0  | 100.0 | 1.0 | 0.0 | 0.5 | 0.5 | 0.0 | 1.0 | 1.0 |
| 2023 | 5  | 20.6 | 50.0 | 36.4 | 50.0  | 2.4 | 1.0 | 3.6 | 1.8 | 0.0 | 8.0 | 9.2 |

## Palmarés

### Clubes
- Liga ACB (2022)
- Supercopa de España (2021)
- Basketball Bundesliga (2023)

### Selección nacional
- Medalla de oro en el Europeo Sub-16 de 2019 en Italia.
- Medalla de oro en el Europeo Sub-20 de 2022 en Montenegro.

### Categorías inferiores
- Euroleague NGT (2021)

### Consideraciones individuales
- MVP del EuroBasket Sub-20 (2022)
- Mejor Quinteto del EuroBasket Sub-20 (2022)
- Mejor Quinteto del Europeo Sub-16 (2019)